# 蕭撒抹
蕭撒抹（しょう さつまつ、生没年不詳）は、遼（契丹）の軍人。字は胡独菫。遙輦洼可汗宮の出身。

## 経歴
北院枢密副使蕭涅魯古の子として生まれた。重熙初年、祗候郎君に任じられ、北面林牙に累進した。重熙19年（1050年）、耶律宜新や蕭蒲奴の下で西夏を攻撃した。かつて蕭恵が敗れた地に到達して、斥候を捕らえると、帰国できなくなった契丹人の集落があることを知り、かれらを全て収容して帰還した。大父敞穏に任じられ、山北道の辺境の行政を担当した。清寧初年、西南面招討使・西北路招討使を歴任し、同中書門下平章事の位を加えられ、死去した。
子に蕭奪剌があった。

## 伝記資料
- 『遼史』巻92 列伝第22